# Daphne kosaninii
Daphne kosaninii är en tibastväxtart som först beskrevs av Stoi., och fick sitt nu gällande namn av Stoi.. Daphne kosaninii ingår i släktet tibaster, och familjen tibastväxter. Inga underarter finns listade i Catalogue of Life.